# Sandhausener Dünen
Die Sandhausener Dünen (oder Sandhäuser Dünen) sind zwei Naturschutzgebiete mit einer Gesamtfläche von rund 37 Hektar im Gebiet der Gemeinde Sandhausen im Rhein-Neckar-Kreis: das NSG Sandhausener Dünen Pferdstrieb und das NSG Sandhausener Düne, Pflege Schönau-Galgenbuckel. Es handelt sich um Binnendünen, wie sie verbreitet in der nördlichen Oberrheinebene anzutreffen sind. Sie zeichnen sich durch eine in Deutschland selten anzutreffende Flora und Fauna aus: speziell an Hitze, Wassermangel und Nährstoffarmut angepasste Pflanzen und Tiere, die man sonst eher in den Steppen Osteuropas oder im Mittelmeergebiet findet. Dazu zählen das Berg-Steinkraut, die in ganz Europa seltene und daher geschützte Sand-Silberscharte und Insekten wie die Kreiselwespe oder der Wolfsmilchschwärmer.

## Bedeutung
Die Sandhausener Dünen zählen zu den bemerkenswertesten Dünengebieten Baden-Württembergs, da sie eine in diesem Bundesland selten gewordene Vegetation vorweisen, die nur auf kalkhaltigem, humusarmem Sandrasen gedeiht.
Offene Sandfluren waren im Oberrheingebiet im Mittelalter mit seiner extensiven Landwirtschaft (Brachen, Waldweiden) weit verbreitet. Durch Aufforstungen, intensiven Spargelanbau, Bebauung und Industrie wurden diese Sandfluren weit zurückgedrängt. Für Sanddünen typische Pflanzen wie Sand-Strohblume, Blaugrünes Schillergras und Sand-Silberscharte waren vor circa 100 Jahren noch im ganzen Gebiet zwischen Friedrichsfeld-Rheinau und Walldorf-Hockenheim zu finden. Inzwischen sind ihre Vorkommen auf wenige Flächen wie die Naturschutzgebiete in Sandhausen beschränkt.

## Entstehung und Geschichte
Die Dünen entstanden gegen Ende der letzten Eiszeit als Sandablagerungen des Rheins. Die großen Sandbänke in den Randbereichen des Flusses wurden durch Wind weitertransportiert; an einigen Stellen türmte sich dieser Sand zu Binnendünen auf.
Aufgrund von Messungen nach der Radiocarbon-Methode schätzt man das Alter der Sanddünen auf etwa 10.000–15.000 Jahre. Die Sandhausener Dünen bestehen aus Feinmaterial, das aus den eiszeitlichen Rheinauen ausgeweht wurde und sich auf erhöhten Gebieten anhäufte. In der Nacheiszeit blieben die inzwischen bewaldeten Dünen zunächst unberührt. Erst im Hochmittelalter wurden die Dünen zumindest teilweise abgeholzt, um sie landwirtschaftlich nutzen zu können.
Die intensive Nutzung der Dünen als Weidewald bewirkte eine starke Zerstörung, der man im 18. Jahrhundert mit einer Wiederaufforstung mit Kiefern zu begegnen suchte. Allerdings wurden auch die Kiefernwälder später wieder in Ackerflächen umgewandelt. Das Teilgebiet „Pflege Schönau-Galgenbuckel“ wurde zeitweise auch als militärisches Übungsgebiet genutzt. Dies alles bewirkte eine Erosion und Zerstörung der Grasnarbe, so dass der typische Boden der Sandhausener Dünen mit seinem teils kalkhaltigen, teils entkalkten Sand entstand. Auf den offenen Kalksandflächen siedelten sich in Süd- und Südosteuropa beheimatete Pflanzen an, die in den Sanddünen für sie ideale Lebensbedingungen vorfanden.

## Steckbrief
Charakteristischer Bestandteil der beiden Gebiete ist der in der Rheinebene von Nordwesten nach Südosten verlaufende Sanddünenwall, der typisch für die nördliche Oberrheinebene ist.
Das am südöstlichen Ortsrand gelegene Naturschutzgebiet Sandhausener Dünen Pferdstrieb trägt den Namen der dort gelegenen Pferdstriebsdüne. Sie wurde als Pferdeweide genutzt, es wurde dort aber auch verendetes Vieh verscharrt. Die Fläche wurde 1929 unter Naturschutz gestellt, sie wird durch die Straße Am Forst in zwei Teile geteilt: Pferdstrieb Nord und Süd. Der nördliche Teil ist durch die fortschreitende Bebauung mittlerweile von drei Seiten von Wohngebieten eingeschlossen. Die Fläche des Naturschutzgebietes umfasst 15,7 Hektar, die Schutzgebietsnummer lautet 2.237. (⊙)
Das nordwestlich von Sandhausen gelegene Naturschutzgebiet Sandhausener Düne, Pflege Schönau-Galgenbuckel grenzt in nordöstlicher Richtung an ackerbaulich genutzte Flächen, ansonsten an bewaldete Gebiete. Lediglich auf einem kurzen Teilstück im Osten wird es durch ein in jüngerer Zeit entstandenes Wohngebiet berührt. 1950 wurde es unter Naturschutz gestellt, 1979 um ein Waldstück ergänzt und als kombiniertes Landschafts- und Naturschutzgebiet ausgewiesen. Die Fläche umfasst 21,4 Hektar, die Schutzgebietsnummer lautet 2.238. (⊙) Der Name bezieht sich auf die Pflege Schönau sowie das Gewann Galgenbuckel, vermutlich benannt nach einem ehemaligen Wolfsgalgen, an dem Wölfe zur Abschreckung aufgehängt wurden. Dass das Gebiet in seinem Kernbereich waldfrei ist, liegt an der ehemaligen Nutzung als militärisches Übungsgelände.
Das Bundesamt für Naturschutz führt beide Gebiete mit einer Gesamtfläche von 37,2 Hektar gemeinsam und ordnet sie der IUCN-Kategorie IV zu, die für Biotop- und Artenschutzgebiete steht. Beide Naturschutzgebiete sind (neben weiteren Flächen) Teilgebiete des FFH-Gebiets "Sandgebiete zwischen Mannheim und Sandhausen".

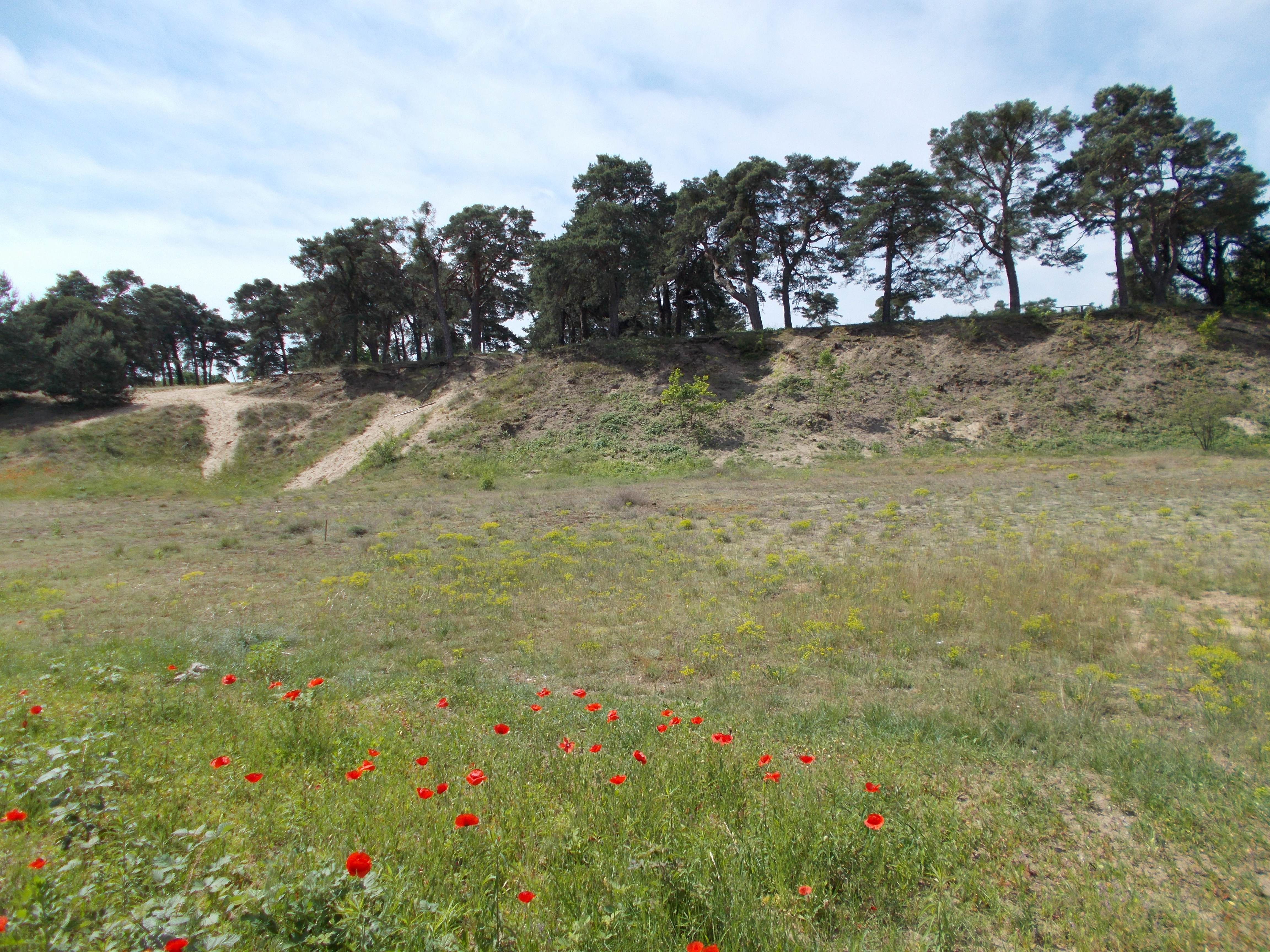
NSG Sandhausener Dünen Pferdstrieb Süd
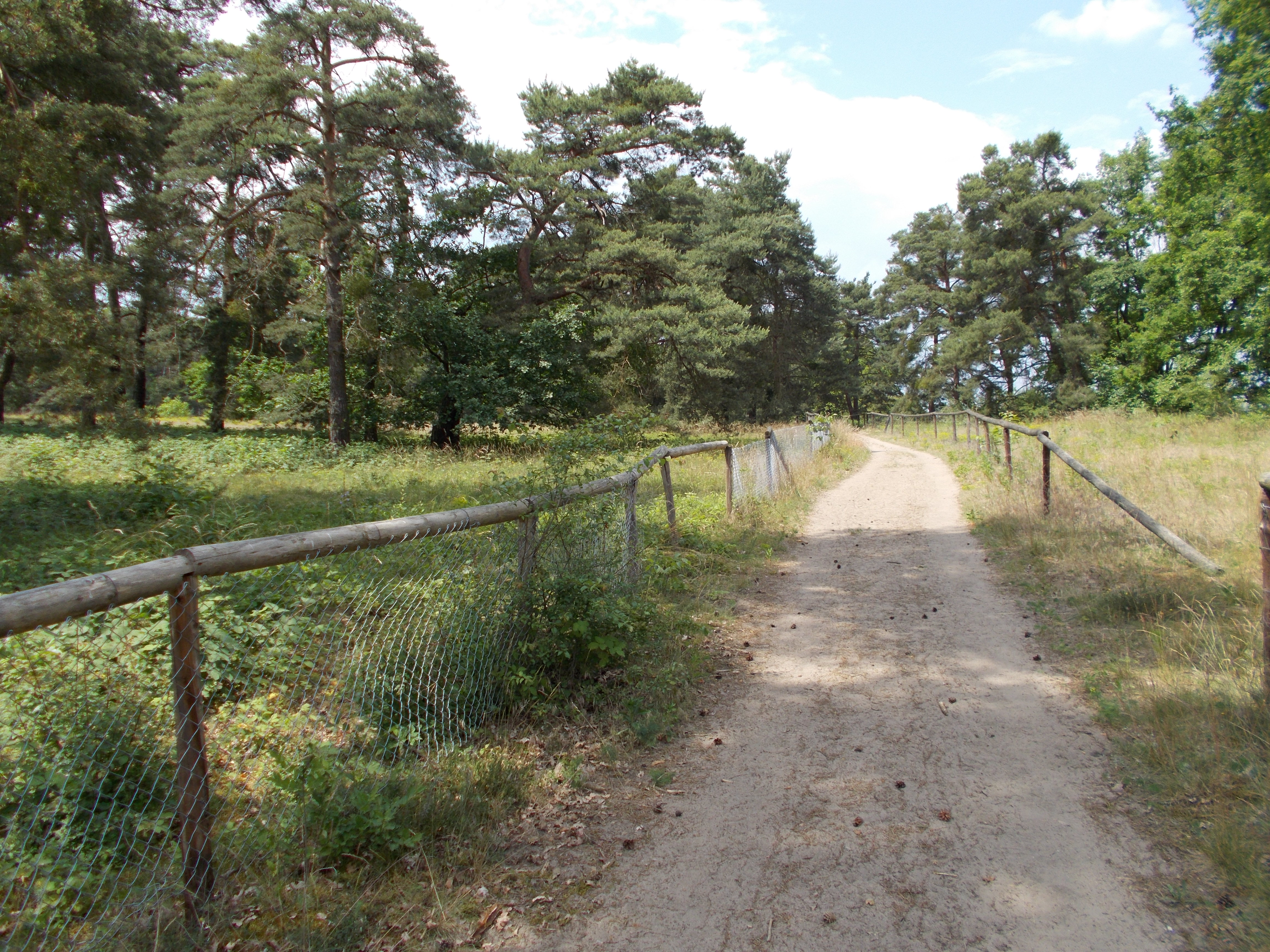
NSG Sandhausener Dünen Pflege Schönau-Galgenbuckel
Panorama NSG Sandhausener Dünen Pflege Schönau-Galgenbuckel
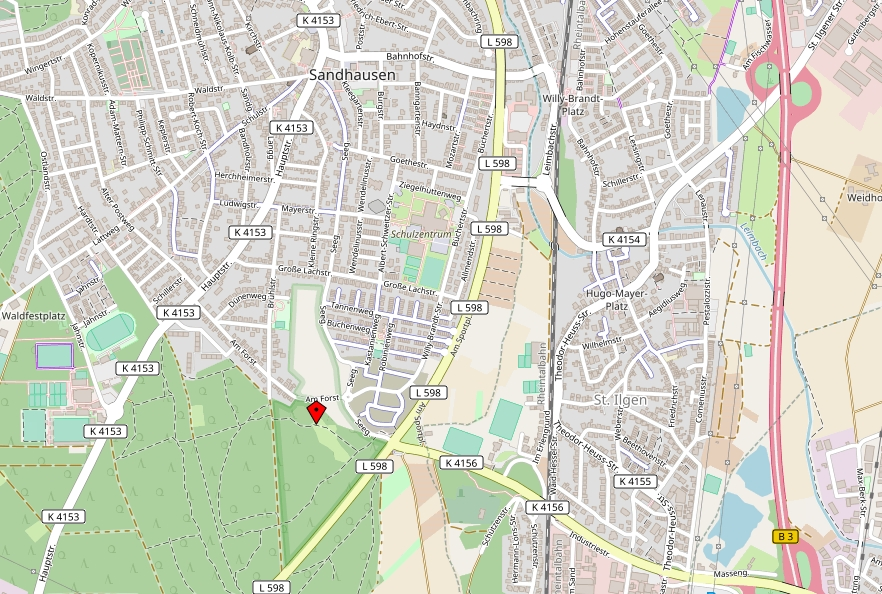
Karte des NSG Pferdstrieb mit der Nummer 2.237
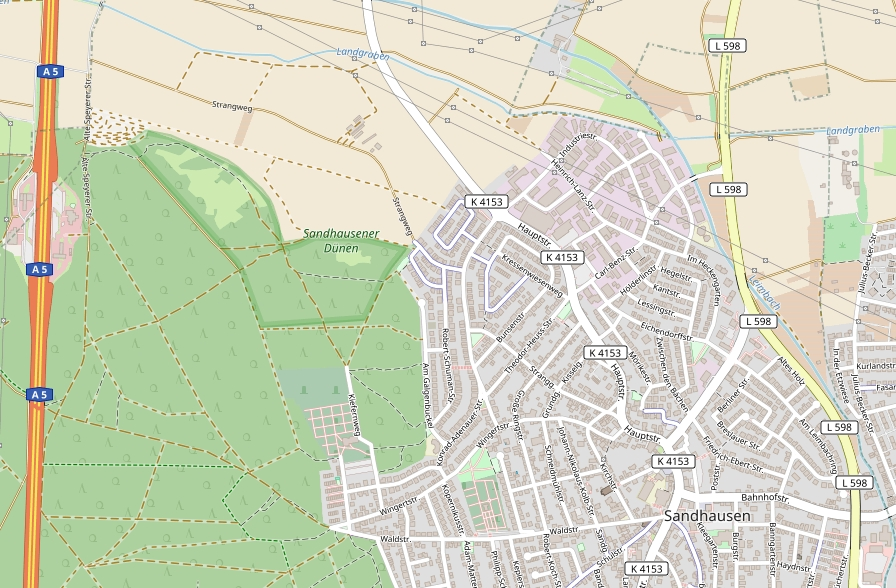
Karte der Pflege Schönau-Galgenbuckel mit der Nummer 2.238

## Pflanzenwelt und Vegetation

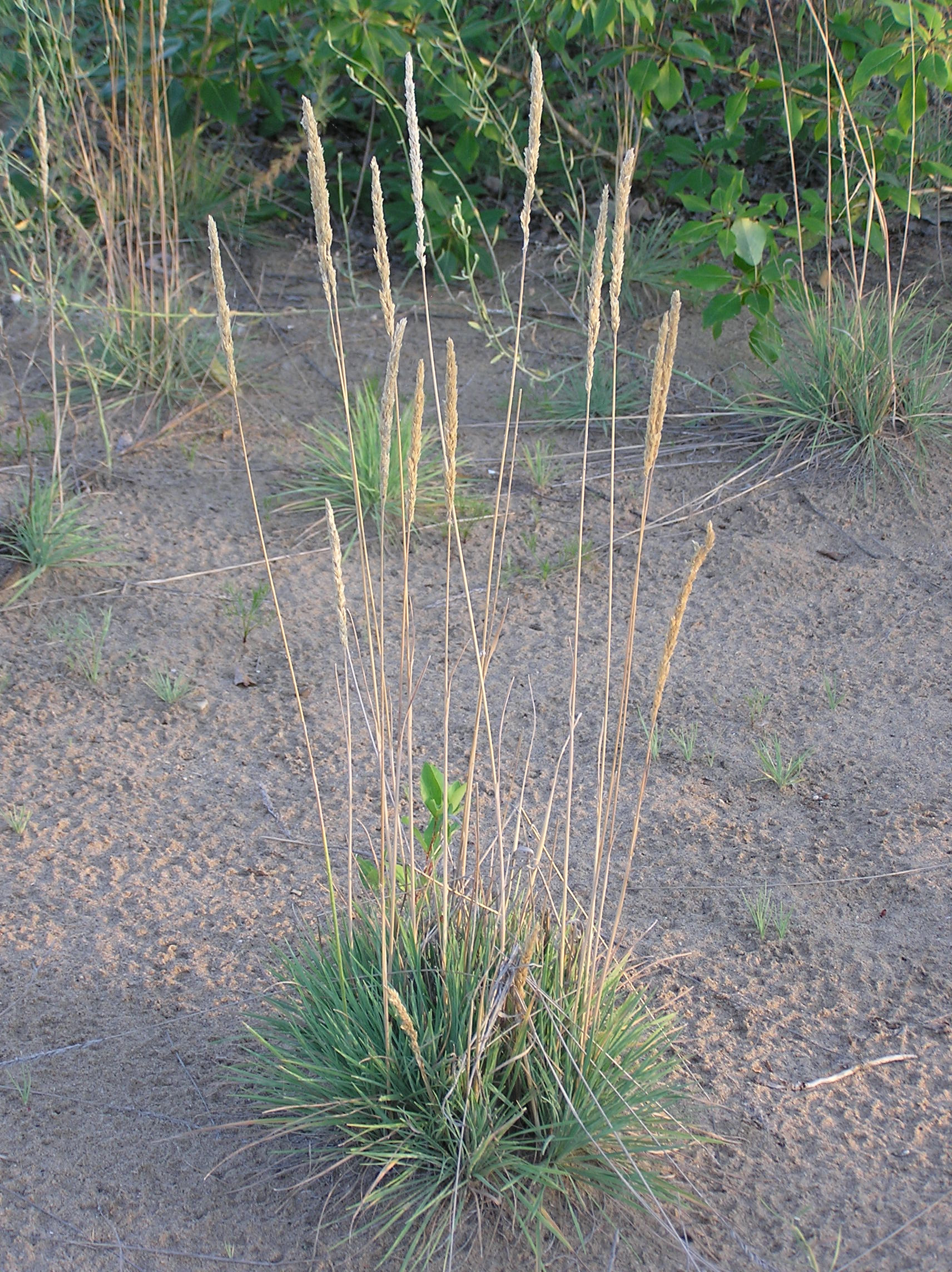
Blaugrünes Schillergras an einem Standort in Russland

Die Pflanzen auf den Dünen Sandhausens sind Spezialisten, die sich an die extremen Bedingungen auf den Dünen angepasst haben: Hitze, Wasserarmut und Nährstoffmangel. Dazu zählen trockenheitsliebende Pflanzen, die man sonst nur in den Steppen Osteuropas oder im Mittelmeergebiet findet:

### Steppenpflanzen

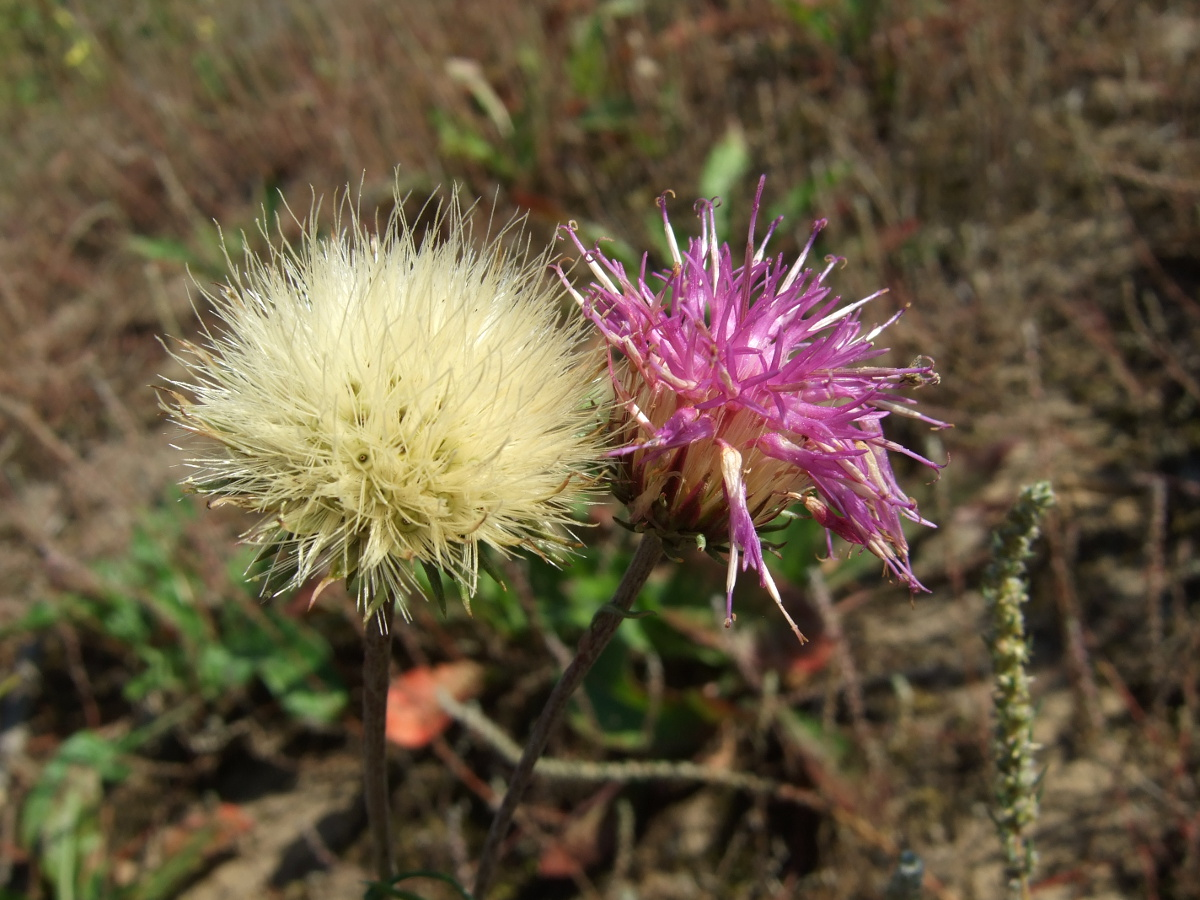
Blüten- und Fruchtstand der Silberscharte auf einer Düne bei Darmstadt

- Blaugrünes Schillergras (Koeleria glauca)
- Sand-Strohblume
- Sand-Steinkraut
- Ruthenisches Salzkraut
- Sand-Silberscharte
- Steppen-Wolfsmilch

### Mediterrane Pflanzen
- Kegelfrüchtiges Leimkraut

### Andere seltene Spezialisten auf den Dünen
- Scharfer Mauerpfeffer
- Silbergras
- Sand-Thymian
- Weiße Sommerwurz

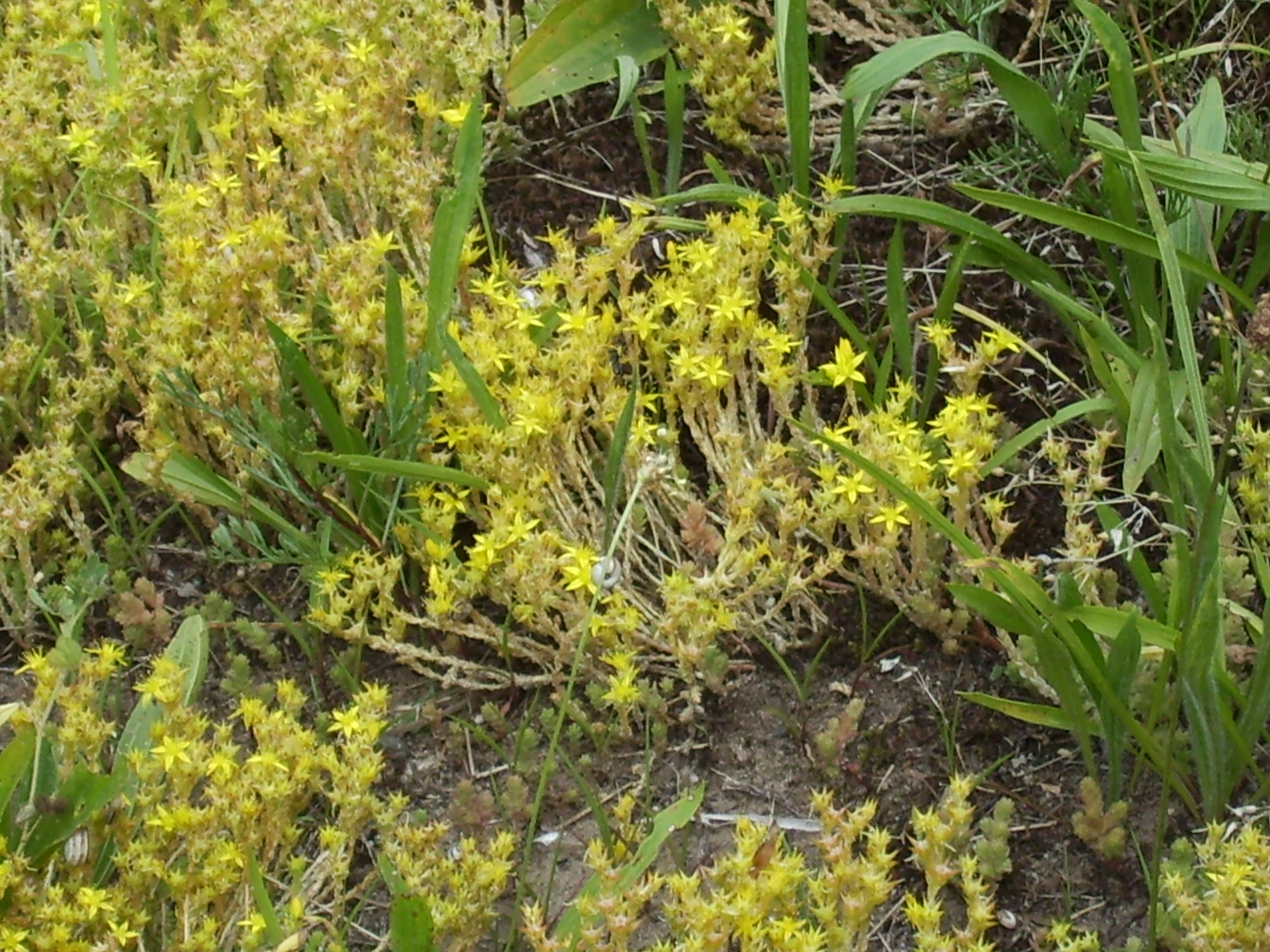
Scharfer Mauerpfeffer im Naturschutzgebiet Sandhausener Dünen Pferdstrieb

Direkt an die Dünen grenzen Wälder, die zum Teil ebenfalls zum Naturschutzgebiet zählen und als Übergangs- und Pufferzonen dienen. Dort findet man lockere Kiefernbestände neben Eichen und Buchen sowie die sich immer weiter ausbreitende nicht heimische Robinie.
Die Sandrasen auf nicht entkalktem Dünensand im Naturschutzgebiet bilden pflanzensoziologisch die Assoziation Jurineo (cyanoidis)-Koelerietum-glaucae (alternativ auch: Festuco-Koelerietum glaucae), den Blauschillergras-Rasen. Diese wurde anhand der Sandgebiete um Sandhausen und Schwetzingen erstmals wissenschaftlich beschrieben. Diese Vegetationseinheit befindet sich hier, wie ihre Charakterarten (wie die namengebende Silberscharte, Jurinea cyanoides), am äußersten Westrand ihrer Verbreitung. Im 19. Jahrhundert in der Oberrheinebene nördlich Hockenheim und Walldorf noch weit verbreitet, bildet das Naturschutzgebiet heute den letzten erhaltenen Bestand in Baden-Württemberg, auch im angrenzenden Hessen sind nur wenige Relikte verblieben. Für die kennzeichnenden Arten Berg-Steinkraut, Sand-Silberscharte, Blaugrünes Schillergras (Koeleria glauca), Kegelfrüchtiges Leimkraut und Sand-Thymian ist das NSG der wichtigste Wuchsort im Bundesland Baden-Württemberg. Auch der im Gebiet verbreitete Kiefernwald der Pflanzengesellschaft des Peucedano-Pinetum oder Haarstrang-Kiefernwalds ist in Deutschland selten; nur noch wenige, fragmentarische Bestände in der nördlichen Oberrheinebene sind erhalten.

## Tierwelt
In der Tierwelt der Sandhausener Dünen sind vor allem die Insekten von besonderem Interesse – die Dünen sind ein ideales Biotop für Ameisenlöwen, Wildbienen und Grabwespen. Beispiele für typische Bewohner der Dünen sind die Kreiselwespe, die Blauflügelige Ödlandschrecke, der Wolfsmilchschwärmer oder der Dünen-Sandlaufkäfer. Neben Insekten, der artenreichsten Tiergruppe, findet man auch Wirbeltiere auf den Dünen: Mäuse, Igel und Marder nutzen die Dünen zur Nahrungssuche. Typische Vogelarten in den beiden Naturschutzgebieten sind zum Beispiel die Heidelerche, der Wiedehopf und der Ziegenmelker.
Sogar Schnecken findet man auf den Dünen: Die weiße Heideschnecke sieht man im Hochsommer häufig auf Pflanzenstängeln, wo sie der Sommerhitze auf dem Sand entflieht.

## Schutz- und Pflegemaßnahmen

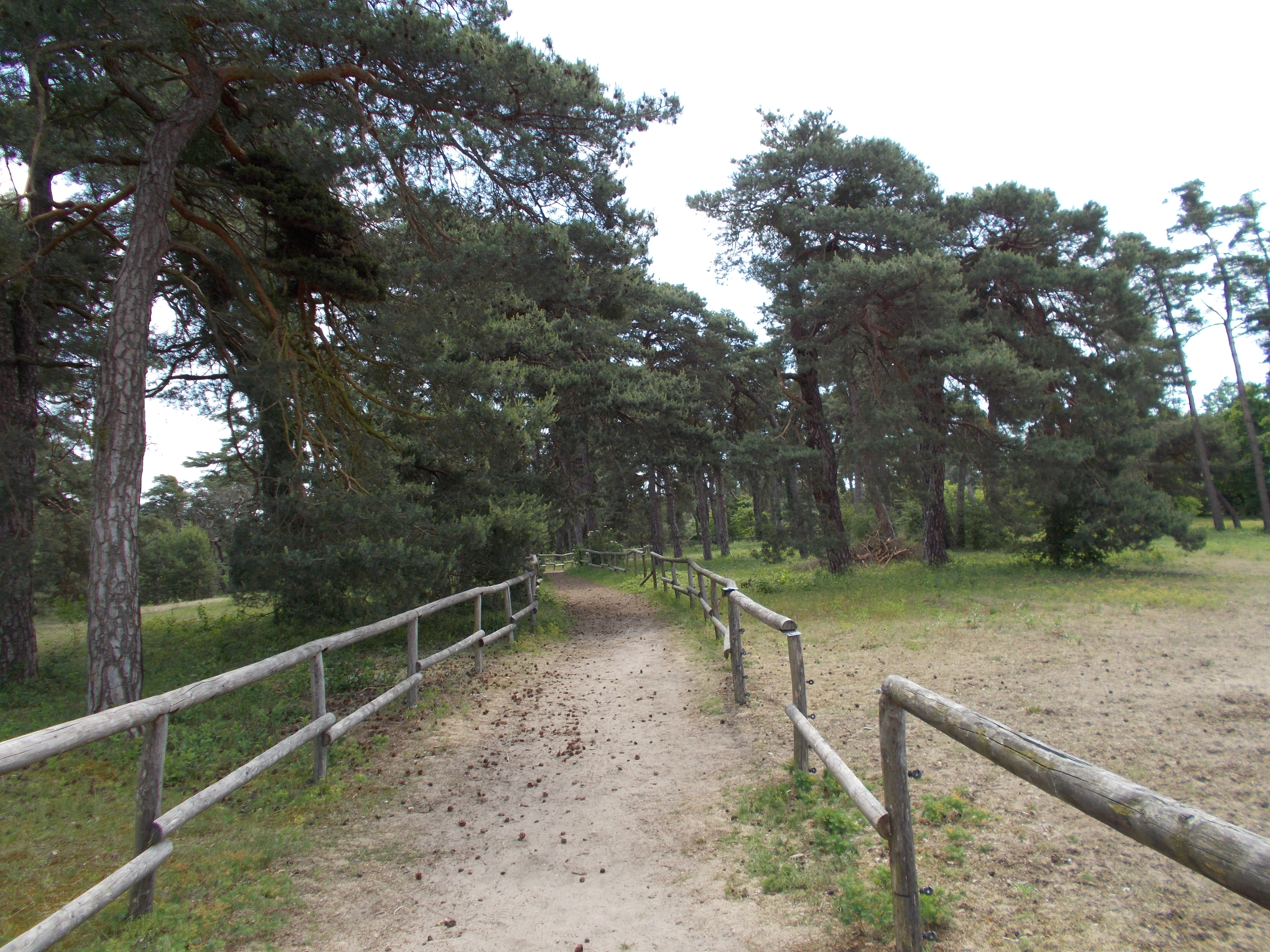
Pferdstrieb Süd, Dünenkamm, Einzäunung zur Besucherlenkung

Um die Sandhausener Dünen mit ihrer besonderen Flora und Fauna zu erhalten, sind im Naturschutzgebiet verschiedene Maßnahmen ergriffen worden. Da viele der Pflanzen auf offene, unbewaldete Sanddünen angewiesen sind, wurden Bäume gefällt oder Flächen gemäht. Eine Verbuschung der Sandrasen im Pferdstrieb wird durch den regelmäßigen „Dünenputz“ durch Schüler und Lehrer des Gymnasiums Sandhausen verhindert. Der nördliche Teil des Pferdstriebs wurde eingezäunt, um ein Zertreten seltener Pflanzen durch Besucher zu verhindern. Im südlichen Teil des Pferdstriebs und im Teilgebiet „Pflege Schönau-Galgenbuckel“ wurden Holzbarrieren und Zäune errichtet, die Besucher so lenken sollen, dass sie die markierten Wege möglichst nicht verlassen.